# Charles Jourdan
Pour les articles homonymes, voir Jourdan.
Charles Jourdan est une société spécialisée dans la chaussure de luxe. Petite entreprise familiale au début, elle se développe rapidement et parvient à fabriquer 650 000 paires de chaussures en 1960.
Son fondateur, Charles Jourdan (1883-1976) crée sa société en 1921 dans la Drôme.
Charles Jourdan et sa femme inventent le prêt-à-chausser de luxe en fabriquant des bottines à Romans. À la fin de la Seconde Guerre mondiale, leurs trois fils René, Charles et Roland prennent la succession et Charles Jourdan devient la première marque de chaussures françaises vendue aux États-Unis. René, l'aîné, accompagné de ses frères, fera de Charles Jourdan l'une des marques françaises les plus internationales de l'après-guerre.
La marque a un grand succès grâce à une idée originale : un escarpin avec un talon profilé dit « Louis XV », proposé en quelques modèles de couleurs et de tailles variées.
Le grand photographe français Guy Bourdin en a assuré les campagnes publicitaires de 1967 à 1981, restées célèbres.

## Historique
Charles François Jourdan voit le jour le 3 novembre 1883 à Bourg-de-Péage, une ville de la Drôme. Il est le fils d'un couple de cafetiers, Crépin Pierre Jourdan et Emma Euphroisine Rostaing.
Il fonde, dès 1921, une petite société familiale de fabrication de chaussures qui porte son nom. Épaulé par son épouse, il finalise, deux ans plus tard, la construction de la première usine de la marque Charles Jourdan. Inspiré par Roger Vivier.
Mettant en place, au début des années 1930, le concept de « voyageurs en titre » (plus connus aujourd'hui sous le nom d'attachés commerciaux), il lance, à travers le pays, une foule de commerciaux aussi habiles que motivés et assiste alors à l'expansion fulgurante de son entreprise qui acquiert très vite une grande renommée d'abord sur le plan national, puis international.
En 1939, Charles Jourdan est riche et la marque compte 300 employés et 400 paires de chaussures, féminines et élégantes, sont fabriquées chaque jour. Le fait que les femmes les plus célèbres portent tout naturellement leur choix sur le glamour chic de la marque ne fait que confirmer ce succès : Marlene Dietrich, Marilyn Monroe, Ava Gardner, Sophia Loren, Édith Piaf, Jackie Kennedy. Les années 1940 sont synonymes de crise, pour la marque, conséquence de la Deuxième Guerre mondiale. Tous les domaines de l'économie sont touchés et celui de la chaussure ne fait pas exception.
À la fin de la guerre, Charles Jourdan père se retire de l'entreprise et en cède la direction à ses trois fils : René, Charles et Roland. René Jourdan est nommé à la présidence de la société. Sous leur houlette moderne et dynamique, la société reprend de la vigueur et réussit à se remettre en course. C'est ainsi qu'en 1957, Charles Jourdan inaugure sa première boutique parisienne boulevard de la Madeleine. Le succès est immédiat. Dans les années 1960, la production s'élève à un total de 650 000 paires par an.
Mais ce seront les désaccords internes qui auront raison de cette consécration apparemment indestructible. En effet, en 1971, profitant d'un conflit entre les trois frères, le fabricant de chaussures américain Genesco devient actionnaire majoritaire, alors que 2 000 personnes sont employées par la société Charles Jourdan, à Romans, à Tournon-sur-Rhône et à Annonay.
La marque comptait une boutique, 17 boulevard des Capucines.
C'est le début d'une longue traversée du désert. En 1976, le père fondateur de la marque décède à Romans et quelques années plus tard, CJ est rachetée par des investisseurs suisses (en 1980), dont Franz Wassmer, qui se séparent de Roland Jourdan, le fils du fondateur (décédé le 29 juillet 2005, à l'âge de 80 ans). Roland quitte alors l'entreprise. La marque doit alors fermer plusieurs de ses sites, supprimer des emplois en masse. La marque assure en outre à peine sa survie financière.
Pourtant, le prestige du nom Charles Jourdan se maintient. C'est probablement ce qui attire, en 2003, le très talentueux créateur canadien Patrick Cox à la tête du département artistique. Il cédera sa place, deux ans plus tard, au styliste Josephus Thimister.
Après cinq années de lutte juridique autour de l'acquisition de la marque jonchées de trois redressements judiciaires, c'est finalement le Groupe Royer (le nom derrière des marques telles que Converse, Kickers, Airwalk, Morgan ...) qui devient, en 2009, propriétaire des actifs de la société et de ses sept boutiques.

## Plans sociaux

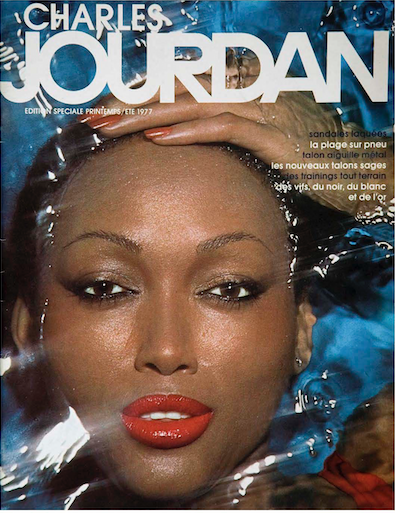
Photo d'Uwe Ommer pour le catalogue du chausseur Charles Jourdan en 1987.

- 1986 : trois cents emplois sont supprimés sur le site d'Annonay et cinq cent soixante-dix l'année suivante à cause d'un manque de trésorerie.
- 1994 : le site de Tournon-sur-Rhône est fermé à son tour, trois cents emplois sont supprimés.
- 2002 : un premier plan social réduit les effectifs du groupe à 265 personnes sur le site de Romans. Il est racheté en 2003 par la holding Lux Diversity SA pour un million d'euros.

La société possède, en 2005, quatre-vingts boutiques, dispose de quatre cents points de vente dans le monde et réalise près de 90 % de sa production à Romans.
La marque a su attirer des grands noms de la création pour relancer ses collections, comme Patrick Cox en 2004, ou Josephus Thimister en 2005, sans revenir à la pointe de la mode.

## Réductions d'activité
Fin 2003, les pertes cumulées atteignent 12,8 millions d'euros. Lux Diversity apporte 1,2 million d'euros et le Groupe Charles Jourdan Holding réduit le capital social du chausseur de 23 à 12 millions d'euros.
En février 2004, la holding suisse crée une nouvelle société baptisée Charles Jourdan International Paris, dont l'objet est de gérer l'essentiel des licences de chaussures et d'accessoires appartenant à Charles Jourdan Holding Suisse, Charles Jourdan France ne conservant que la gestion de la marque de chaussures en France.
La direction ferme ou cède des magasins pour rationaliser le réseau de distribution. Charles Jourdan quitte ainsi les Champs-Élysées alors que ce magasin de prestige assure, à lui seul, 30 % à 40 % des ventes en France. La société, locataire, obtient du propriétaire de ces 250 mètres carrés très convoités, une indemnité d'éviction de 5,2 millions d'euros qui servent à payer les salaires et les fournisseurs du Groupe.
Le budget de promotion est réduit de 38 % entre 2003 et 2004. Fin 2004, les ventes ont chuté de 22 %, une tendance aggravée au premier semestre 2005. L'entreprise vend 65 000 paires de chaussures par an, alors qu'il lui faudrait « en sortir 140 000 à 150 000 » selon le délégué syndical.
Les déboires du chausseur aux États-Unis pèsent aussi gravement sur ses finances. Charles Jourdan USA, filiale directe de la holding suisse sort du dépôt de bilan aux États-Unis. Charles Jourdan France, lui a consenti plusieurs abandons de créances, notamment le 6 novembre 2003 (environ 275 000 euros) et le 7 janvier 2004 (77 000 euros).
Trois cadres, le directeur financier et les directeurs des ressources humaines et du service juridique sont licenciés fin 2004.
En 2005, la trésorerie est exsangue et les fournisseurs ne sont plus payés. Lux Diversity accepte, en juin, d'apporter 2 millions d'euros, pour passer l'été.

## Dépôt de bilan
À l’occasion de la réunion du comité d'entreprise extraordinaire en août 2005, la direction a annoncé aux représentants du personnel le dépôt de bilan, pour une dette de 9 millions d'euros, des sociétés Charles Jourdan France, chargée du marketing et de l'administration, Charles Jourdan industries, chargée de la production, et de la société de distribution Sodepar, qui regroupe les magasins de la marque. Ainsi, 432 salariés risquent de perdre leur emploi.
La CGT a réclamé, en août 2005, aux pouvoirs publics et au tribunal de commerce, « d'obliger la direction du groupe à rendre des comptes économiques, mais surtout financiers, avant toute démarche vers un redressement judiciaire », et la nomination d'un expert indépendant « avant toute décision néfaste pour les salariés ».

### Mise en redressement
Le 22 août 2005, le tribunal de commerce constate la cessation de paiements et prononce la mise en redressement avec un sursis de six mois pour trouver repreneur. Les repreneurs éventuels ont jusqu'au 30 septembre pour faire connaître leurs projets.
Privée de ses fonds de commerce et de ses immeubles, d'une partie de ses marques, de la confiance de ses fournisseurs, et endettée de plus de 10 millions d'euros, l'entreprise aura du mal à renaître. De plus, la marque Charles Jourdan, qui est depuis 1982 propriété du groupe suisse Charles Jourdan Holding, ne fait pas partie du périmètre de reprise. Or, sans la propriété de la marque, aucun projet n'est viable, il faudrait que la holding suisse, qui détient les licences, soit cédée aux repreneurs français. Grâce à l'accord des actionnaires de Charles Jourdan Holding de céder la marque dans le périmètre français de la reprise, le tribunal de commerce tranche le 28 octobre en faveur du seul candidat resté en lice, Avendis Capital. Le groupe financier suisse prévoit de conserver 210 salariés (150 à Romans et une soixantaine dans différents sites en France et à l’étranger), sur les 380 emplois concernés.
Le 17 décembre 2007, l'entreprise est placée en liquidation judiciaire par le tribunal de commerce de Romans-sur-Isère (Drôme), entraînant le licenciement de ses 197 salariés.
En décembre 2008, le tribunal de commerce retient le dossier de reprise mené par le Groupe Royer qui rachète les actifs de l'entreprise, mais refuse de reprendre les salariés, préférant la délocalisation de la production, à l'instar de ce qui avait été fait pour Stephane Kélian Production, racheté par Royer en 2007.

### Structure de l'entreprise au moment du dépôt de bilan[7]
Lux Diversity, fonds d'investissement au Luxembourg, détient Charles Jourdan Holding, société suisse, tous deux présidés par Serge Krancenblum.
Charles Jourdan Holding possède 100 % de Charles Jourdan France, avec les marques déposées à l'étranger, exploitées par le biais de Charles Jourdan USA, à New York ; Charles Jourdan Asia, à Tokyo et Charles Jourdan International à Paris, avec des licences en Europe et en Asie.
Charles Jourdan France, présidée par MM. de Tapol et Béranger, compte 657 personnes, avec cinq filiales : CJ Industrie (231 salariés) pour la fabrication, Sodépar (84 salariés) avec les magasins français et des filiales suisse, allemande, anglaise.
MMD filiale de CJ industrie (243 salariés), qui fabrique pour Louis Vuitton, est bénéficiaire et est gagée au profit des banques créancières.